# Tetraphenylen
Tetraphenylen ist eine chemische Verbindung aus der Gruppe der polycyclischen aromatischen Kohlenwasserstoffe.

## Gewinnung und Darstellung
Tetraphenylen kann durch Reaktion von Biphenyl-2,2'-bismagnesiumbromid mit Kupfer(II)-chlorid oder 2,2'-Dilithiumbiphenyl mit Kobalt- oder Nickelchlorid gewonnen werden.
Ebenfalls möglich ist die Darstellung aus Biphenylen mit einem Katalysator wie Nickeldicarbonyl-bis(triphenylphosphan).

## Eigenschaften
Tetraphenylen ist ein farbloser Feststoff. Es ist ein nicht chirales Molekül, das aber leicht in eine unsymmetrische Form umgewandelt werden kann.